# داو تقديمت (تيلوكيت)
داو تقديمت هي إحدى مشيخات المملكة المغربية، تتبع جغرافيا لإقليم أزيلال وإداريًا لتيلوكيت. يقدر عدد سكانها بـ 3672 نسمة حسب الإحصاء الرسمي للسكان والسكنى لسنة 2004.